# Общ устройствен план
Общият устройстен план (ОУП) е главният инструмент за осъществяване на дългосрочните цели за пространствено развитие на градове или общини в 20-годишен срок.
Целите на ОУП могат да бъдат:
- усъвършенстване на транспортно-комуникационните системи;
- оптимизиране на териториалната структура;
- съхраняване, разширяване и развитие на зелената система;
- ограничаване на застрояването и уплътняването на съществуващите зони с комплексно жилищно застрояване и др.